# Třesov
Třesov (en allemand : Tresow) est une commune du district de Třebíč, dans la région de Vysočina, en République tchèque. Sa population s'élevait à 92 habitants en 2020.

## Géographie
Třesov se trouve à 6,3 km au sud-ouest du centre de Náměšť nad Oslavou, à 15 km à l'est-sud-est de Třebíč, à 38,5 km à l'ouest de Brno, à 43 km au sud-est de Jihlava et à 157 km au sud-est de Prague.
La commune est limitée par Okarec au nord, par Hartvíkovice à l'est, par la rivière Jihlava et les communes de Stropešín et Třebenice au sud, et par Kozlany et Studenec à l'ouest.

## Histoire
La première mention écrite de la localité date de 1464.

## Transports
Par la route, Třesov se trouve à 8 km de Náměšť nad Oslavou, à 18 km de Třebíč, à 47 km de Brno, à 51 km de Jihlava, et à 184 km de Prague.